# Сокиеве
Сокиѐве (на италиански: Socchieve; на фриулски: Soclêf, Соклеф) е община в Северна Италия, провинция Удине, автономен регион Фриули-Венеция Джулия. Разположено е на 486 m надморска височина. Населението на общината е 938 души (към 2010 г.).
 Административен център на общината е село Медиис (Mediis).